# Giuseppe Plancher
Giuseppe Plancher (* 28. August 1870 in Fontevivo; † 27. April 1929 in Bologna) war ein italienischer Chemiker und Hochschullehrer. 

## Leben
Plancher studierte ab 1888 Chemie an der Universität Parma und schloss das Studium 1892 mit Auszeichnung ab. Ein Jahr später erhielt er zusätzlich einen Abschluss im Fach Pharmazie. 1885 wechselte er als Assistent von Giacomo Ciamician an die Universität Bologna. 1900 erhielt er dort eine Professur für allgemeine Chemie und unterrichtete zusätzlich von 1902 bis 1903  landwirtschaftliche Chemie am Königlichen Institut für Landwirtschaft in Bologna. 1906 wurde Plancher als Nachfolger Angelo Angeli zum außerordentlichen Professor für Pharmazeutische Chemie an der Universität Palermo ernannt. 1909 erfolgte der Wechsel als ordentlicher Professor auf den Lehrstuhl für allgemeine Chemie an der Universität Parma. Ab 1920 war Plancher Professor für Pharmazeutische Chemie der Universität Bologna und gleichzeitig Direktor der Schule für Pharmazie.

## Wissenschaftliches Werk
Plancher forschte auf dem Gebiet der Heterocyclen und befasste sich insbesondere mit der Chemie des Pyrrols und des Indols. So konnte er zeigen, dass die Methylierung von Indol zur Fischer-Base nicht wie von Emil Fischer angenommen zu einem Dihydrochinolin-Derivat führt, sondern dass das Indolgerüst erhalten bleibt.
Eine Umlagerung von alkyl- und arylsubstituierten Indoleninen und Indolinolen in Indol-Derivate wird als Plancher-Umlagerung bezeichnet.